# Isabelle Caro
Isabelle Caro (Aubergenville, 9 settembre 1980 – Parigi, 18 novembre 2010) è stata una modella e attrice teatrale francese.

## Biografia
Isabelle soffriva sin dall'età di 13 anni di una grave anoressia nervosa. Nel 2006 arrivò a pesare 25 chili e cadde in coma. Divenne famosa dopo aver posato nuda per una controversa campagna pubblicitaria del fotografo Oliviero Toscani nel 2007.
Morì il 17 novembre 2010 dopo circa due settimane di permanenza all'ospedale Xavier-Bichat di Parigi, dove era stata ricoverata appena arrivata da un viaggio aereo proveniente da Tokyo; aveva 30 anni e pesava 31 chili per 1,64 di altezza. La notizia della morte venne annunciata dalla famiglia soltanto il 29 dicembre successivo..
La causa della morte, ufficialmente attribuita a una generica polmonite, è stata contestata dal padre di Isabelle, Christian Caro, che ha denunciato l'ospedale per omicidio colposo, ritenendolo responsabile di gravi negligenze. Il 4 gennaio 2011 la madre di Isabelle, Marie Caro, sentendosi, a detta del marito, responsabile per aver fatto ricoverare la figlia presso quell'ospedale, si è tolta la vita..
Nel 2009 esce il libro autobiografico scritto dalla stessa Caro, dal titolo La ragazza che non voleva crescere.

## Filmografia
- Anorexia. Storia di un'immagine, Oliviero Toscani e Leandro Manuel Emede (2008)